# Lawrence d'Arabie (film)
Pour les articles homonymes, voir Lawrence d'Arabie et Lawrence.
Pour plus de détails, voir Fiche technique et Distribution.
Lawrence d'Arabie (Lawrence of Arabia) est un film britannique réalisé par David Lean, sorti en 1962.
Il s'inspire de la vie de l'officier et écrivain britannique Thomas Edward Lawrence, surnommé « Lawrence d’Arabie », dont le rôle est interprété par l'acteur Peter O'Toole. C'est une adaptation du récit autobiographique Les Sept Piliers de la sagesse qui se concentre principalement sur la participation de Lawrence à la grande révolte arabe de 1916-1918.
Succès critique et commercial à sa sortie, le film reçoit par ailleurs de nombreuses distinctions, dont dix nominations aux Oscars 1963 — il en remportera sept, notamment celles du meilleur film et du meilleur réalisateur.
Lawrence d'Arabie est considéré comme l'un des films majeurs du « septième art ». Il a notamment été élu en août 2004 « meilleur film britannique de tous les temps » par plus de 200 personnes interrogées dans un sondage du Sunday Telegraph sur les plus grands cinéastes britanniques. Il a également propulsé les acteurs Peter O'Toole et Omar Sharif au rang de légendes du cinéma.
Le film a participé à la construction de la légende de l'officier Thomas Edward Lawrence, mais révise aussi le mythe.

## Synopsis
En 1935 au Royaume-Uni, l'officier britannique Thomas Edward Lawrence roule à vive allure avec sa moto Brough Superior. Il se tue dans un terrible accident après une sortie de route. À la sortie de ses funérailles à la cathédrale Saint-Paul de Londres, un journaliste interroge plusieurs personnes afin d'en savoir plus sur la vie de T. E. Lawrence.
Pendant la Première Guerre mondiale, Thomas Edward Lawrence est lieutenant de la British Army. Il est réputé pour son attitude extravagante. Malgré l'opposition du général Archibald Murray, M. Dryden du Bureau arabe parvient à ce que Lawrence soit envoyé auprès du chérif arabe Fayçal ibn Hussein qui se révolte contre les Turcs de l'Empire ottoman.
Malgré l'avis du colonel Brighton, Lawrence va se prendre au « jeu » de cette révolte arabe, notamment après la marquante bataille d'Aqaba en 1917. Il commence à intéresser les médias et devient peu à peu une légende dans les rangs arabes. Il va réussir à fédérer plusieurs tribus d'Arabie, dont les Howeitat d'Aouda Abou Tayi. Lawrence va les pousser à fonder une nation arabe indépendante et moderne.

## Fiche technique
Sauf indication contraire, les informations mentionnées dans cette section peuvent être confirmées par la base de données cinématographiques IMDb,  présente dans la section « Liens externes ».
- Titre original : Lawrence of Arabia
- Titre français : Lawrence d’Arabie
- Réalisation : David Lean, assisté de Noël Howard et d'André de Toth
- Scénario : Robert Bolt et Michael Wilson, d'après le récit Les Sept Piliers de la sagesse de Thomas Edward Lawrence
- Musique : Maurice Jarre
- Direction artistique : John Stoll, sous la direction de John Box
- Costumes : Phyllis Dalton et John Wilson-Apperson
- Photographie : Freddie Young, assisté d'Ernest Day (cadreur)
- Son : Paddy Cunningham et John Cox
- Montage : Anne V. Coates
- Production : Sam Spiegel et David Lean
- Société de production : Horizon Pictures
- Société de distribution : Columbia Pictures
- Budget : 15 millions de dollars[3]
- Pays de production :  Royaume-Uni
- Langues originales : anglais, arabe et turc
- Format : couleur (Technicolor) - 2.20:1 (Super Panavision 70) - son stéréophonique 6 pistes (RCA Sound Recording) - 70 mm
- Genre : biographie, aventures, historique
- Durée : 218 minutes ; 228 minutes (version director's cut - 1989) ; 227 minutes (version restaurée - 2012)
- Dates de sortie :
  - Royaume-Uni : 10 décembre 1962 (avant-première mondiale à Londres)
  - États-Unis : 16 décembre 1962 (New York), 21 décembre 1962 (Los Angeles)
  - France : 15 mars 1963
- Affiches : Raymond Elseviers (Belgique), Georges Kerfyser (France)

## Distribution

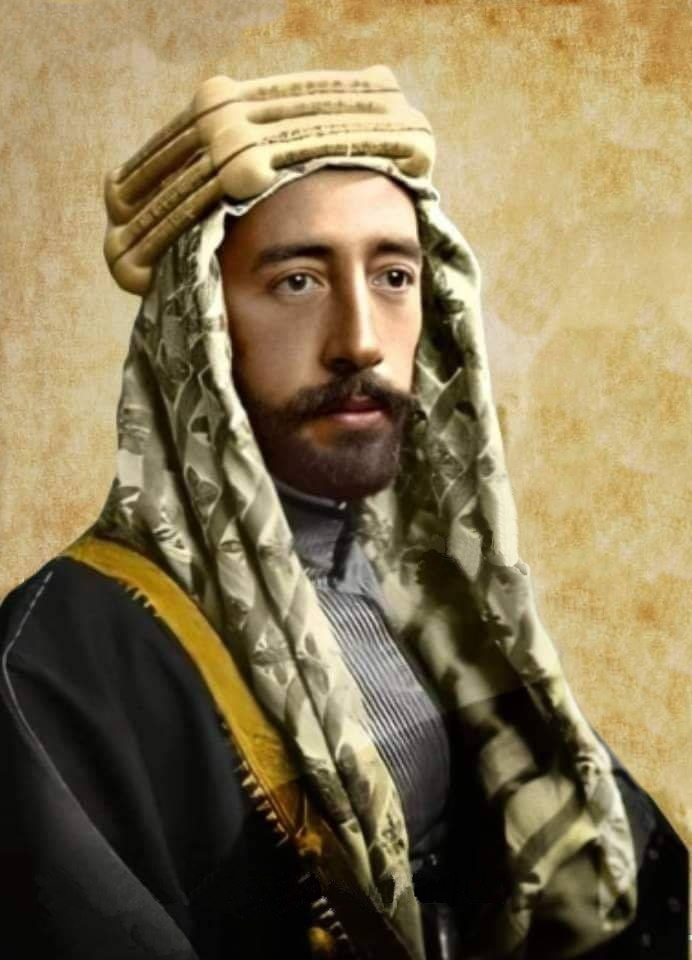
Le prince Fayçal ibn Hussein est incarné dans le film par Alec Guinness.

Légende : Doublage de la version originale (1963) + rajouts pour la version longue (1992)
- Peter O'Toole (VF : Jean Piat + Bernard Lanneau) : Thomas Edward Lawrence
- Alec Guinness (VF : Gérard Férat) : le prince Fayçal ibn Hussein
- Anthony Quinn (VF : Henry Djanik + Richard Darbois) : Auda ibu Tayi
- Jack Hawkins (VF : Claude Péran + Jean-Pierre Delage) : général Edmund Allenby
- Omar Sharif (VF : lui-même) : chérif Ali ibn el Kharish
- José Ferrer : bey de Deraa
- Anthony Quayle (VF : Pierre Gay + Yves Barsacq) : colonel Harry Brighton
- Claude Rains (VF : Jean-Paul Moulinot + Michel Modo) : M. Dryden[N 1]
- Arthur Kennedy (VF : Jean-Claude Michel + Idem) : Jackson E. Bentley
- Donald Wolfit (VF : Yves Brainville + Idem) : lieutenant général Archibald Murray
- I. S. Johar (VF : Georges Aminel) : Gasim
- Gamil Ratib (VO : Robert Rietty / VF : lui-même) : Majid
- Michel Ray (en) : Farraj
- John Dimech : Daud
- Zia Mohyeddin : Tafas
- Howard Marion-Crawford (VF : Georges Hubert) : médecin militaire
- Jack Gwillim : secrétaire du club
- Hugh Miller (en) : colonel
- Harry Fowler (VF : Jacques Chevalier) : caporal William Potter

Sources : Version française (VF) sur AlloDoublage

## Production

### Genèse et développement

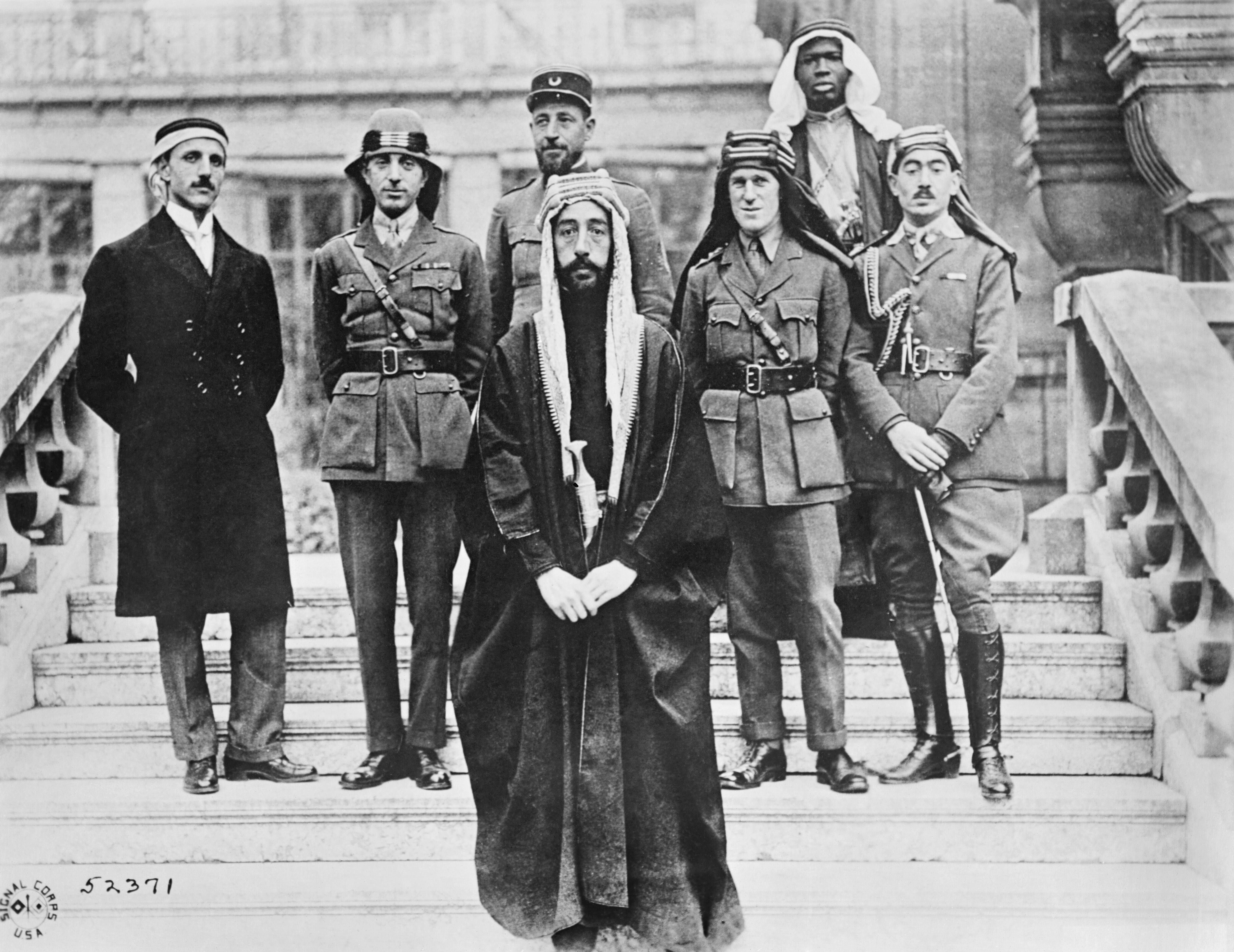
Photographie avec notamment le réel Thomas Edward Lawrence (deuxième en partant de la droite) et Fayçal ibn Hussein (au premier plan).

L'idée de départ remonte avant la mort accidentelle de Thomas Lawrence. En effet, le producteur Alexander Korda émet à l'époque le souhait de réaliser une biographie. Mais Lawrence n'est pas intéressé. Après la mort de ce dernier, Korda relance le projet sans succès, la perspective d'alliance entre le Royaume-Uni et la Turquie face à l'Allemagne nazie empêchant de parler des Ottomans comme le film devait le faire.
Au début des années 1950, Harry Cohn, alors à la tête de Columbia Pictures, récupère le projet. Après le refus de Michael Powell, Cohn propose le film à David Lean qui, au même moment, reçoit la proposition de l'auteur Terence Rattigan qui écrit une adaptation théâtrale de Lawrence d'Arabie. Cohn décédant en 1958, le producteur Sam Spiegel décide de monter un partenariat avec Columbia. Avec David Lean, ils convainquent le Pr Arnold Lawrence (frère de Thomas) de leur vendre les droits du livre Les Sept Piliers de la sagesse, écrit par le défunt officier durant son expédition dans la péninsule arabique, à condition de lui présenter le scénario final pour un accord définitif.
Michael Wilson est embauché après son travail sur le script du Pont de la rivière Kwaï (que par ailleurs, victime du Maccarthysme, il a écrit dans l'ombre). Il commence alors à écrire une ébauche le 20 septembre 1959, dépeignant Lawrence comme un officier occidental cynique et opportuniste. En voyant cette première version, Arnold Lawrence revend les droits à Sam Spiegel pour la somme de 22 500 livres. Wilson passe un an à peaufiner le script et les dialogues. Mais lorsque David Lean, après avoir été écarté par divers problèmes de production, prend connaissance du script de 400 pages, en décembre 1960, il reproche à Michael Wilson de ne pas avoir assez romancé l'histoire de Lawrence, imposant à celui-ci sa personnalité dénuée de scrupules, l'escamotage de son masochisme voire sa probable homosexualité. N'acceptant pas les exigences de Lean, Wilson tire sa révérence. Cependant, une partie de sa version est conservée, entre autres la scène d'ouverture sur l'accident de Lawrence. Sam Spiegel fait appel à Robert Bolt, connu comme l'auteur de la pièce Un homme pour l'éternité, pour remanier le scénario de Wilson. D'abord réticent à cause de sa trop grande expérience de dramaturge, il finit par accepter lorsque le producteur lui offre un cachet de 10 000 livres pour sept semaines de travail.

### Attribution des rôles

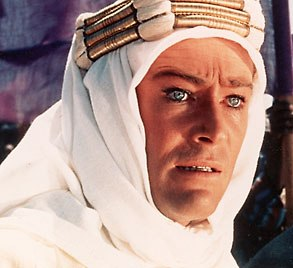
Peter O'Toole dans le rôle de Lawrence.

Après avoir auditionné Albert Finney, le jugeant pourtant trop jeune pour le personnage de Lawrence, puis proposé le rôle à Marlon Brando qui a préféré s'engager sur Les Révoltés du Bounty de Lewis Milestone, David Lean choisit finalement Peter O'Toole après l'avoir remarqué dans Le Jour où l'on dévalisa la banque d'Angleterre où l'acteur incarnait un militaire benêt. Cependant, O'Toole ne se montre pas très intéressé dans un premier temps, déclarant même « Tout le monde sur terre voulait jouer ce rôle sauf moi. ». Pour se préparer, il consulte des photos de Lawrence, puis se teint les cheveux. Par surprise, Peter O'Toole se retrouve confronté à des témoins ayant connu le véritable Lawrence. Ceux-ci auraient pu confondre le personnage authentique et le comédien s'il n'était pas question d'une différence de taille (Lawrence mesurait 1 mètre 65 ce qui reste loin du mètre 88 d'O'Toole).
Pour le rôle du shérif Ali, partiellement fictif, David Lean contacte l'acteur allemand Horst Buchholz mais ce dernier préfère s'engager sur le film Un, deux, trois de Billy Wilder. Par la suite, Sam Spiegel propose le rôle à Alain Delon,. Delon refuse néanmoins de porter des lentilles de contact brunes pour le rôle et quitte le projet,. Après s'être rabattu sur Maurice Ronet, Spiegel repère Omar Sharif, qui est déjà une vedette au Proche-Orient, et finalement le choisit.
Revenant tout juste du tournage de Barabbas, Anthony Quinn accepte le rôle d'Auda Ibu Tayi contre la somme mirobolante de 400 000 $. Bien décidé à faire forte impression, Quinn se présente en Jordanie, où les prises de vue ont démarré, affublé d'une barbe postiche et d'un faux nez. De vieux figurants arabes prennent l'acteur sortant de sa tente pour le véritable Auda, tant il ressemble à son personnage. Le réalisateur lui-même ne le reconnaît pas.
David Lean retrouve son acteur fétiche, Alec Guinness ainsi que Jack Hawkins après les avoir dirigés dans Le Pont de la rivière Kwaï.
À noter que ce film ne comprend aucune actrice, tous les personnages sont masculins.

### Tournage
Le tournage commence le 15 mai 1961 en Jordanie. Peter O'Toole s'y trouvait depuis un mois, le temps d'apprendre à monter un dromadaire et à s'habituer à la température locale. Lorsqu'il chevauche sa monture, laquelle est couverte de puces, puis chauffée par une température moyenne de 50°, l'acteur en redescend les cuisses en sang. Pour soulager son postérieur, il recouvre la selle en bois d'une couche de caoutchouc qu'il s'est procurée à Beyrouth.
Les séquences de désert sont filmées à Almeria en Espagne mais aussi en Jordanie, le roi Hussein ayant mis à disposition l'armée jordanienne pour les plans avec de nombreux figurants. Ainsi environ 10 minutes de scènes (vers 1h30/35') sont tournées notamment à Wadi Rum, à proximité des rochers des Piliers de la sagesse pour à peu près 20 % du film. La scène du Cairo Great Britain Army Headquarters est quant à elle filmée à Séville sur la place d'Espagne. D'autres séquences sont tournées aux studios Texas Hollywood ainsi qu'au Parc national de Doñana.
David Lean subit beaucoup de problèmes au quotidien. Les plans doivent être filmés entre 8 h et 11 h du matin, la chaleur devenant trop accablante par la suite. Roy Stevens, l'assistant-réalisateur, a affirmé que le négatif chauffait dans la caméra. De ce fait, le directeur de la photographie Freddie Young a équipé les caméras d'une ombrelle pour éviter qu'elles ne chauffent davantage et, une fois les scènes en boîte, le film était rangé dans un camion réfrigérant réservé à la base pour la nourriture. Lean se heurte également à un autre souci technique : veiller à ce que le sable soit vierge. En effet un jour où une scène est tournée, une tasse qui a été jetée passe devant l'objectif, laissant même des traces derrière elle. Le chef-accessoiriste Eddie Fowlie met donc au point un système : des balayettes accrochées à des tiges qui nettoient le sable et reconstituent les stries. Fowlie réalise aussi le trucage pour la scène où l'un des compagnons de Lawrence est aspiré dans les sables mouvants. Il fabrique puis enterre une boîte dans laquelle il s'introduit (au risque de s'étouffer) pour tirer le garçon par les pieds.
Comme à son habitude, David Lean a tendance à se présenter sur le plateau sans avoir la moindre idée de la façon dont il doit filmer la scène, au point même de faire patienter ses acteurs selon les dires d'Omar Sharif. Le tournage prend donc beaucoup de retard, ce qui provoque la colère du producteur Sam Spiegel. Par ailleurs, David Lean ne sympathise pas avec ses comédiens en dehors du travail, craignant que cela l'empêche de les diriger le jour suivant.
Le tournage est interrompu le 17 septembre 1961 en raison de l'arrestation de Robert Bolt à l'issue d'une manifestation pour le désarmement nucléaire, à Trafalgar Square. Il est condamné à un mois de prison mais Sam Spiegel fait tout pour faire libérer son collaborateur afin que celui-ci puisse achever le script. Après la tempête puis un détour à Londres pour regarder les rushes, David Lean reprend le tournage le 18 décembre à Séville pour filmer les scènes censées se dérouler à Damas, Amman, Jérusalem et Deraa.
Lors du tournage de la séquence de l'assaut contre Aqaba, Peter O'Toole tombe de sa monture mais, grâce à son dromadaire qui se positionne au-dessus de lui, évite le piétinement.
Le manque de raccords extérieurs avec le désert contraint la production à se rendre au Maroc (principalement dans les régions de Ouarzazate et Agdz), en juin 1962. La séquence de fin où Lawrence fait ses adieux au désert est filmée sous une canicule insupportable. Peter O'Toole joue sa scène avec les pieds dans un seau de glace.
Le tournage s'achève finalement le 21 septembre 1962.

### Montage
Assisté de sa chef-monteuse Anne V. Coates, David Lean passe deux mois sur le montage du film. Travaillant seize heures par jour, ils réduisent les rushes à un métrage de 222 minutes. Pour certains passages dont un avec Lawrence soufflant sur une allumette peu avant un lever de soleil, Lean s'inspire des techniques de la nouvelle vague française de l'époque.

### Musique
À l'origine, David Lean souhaite engager le compositeur Malcolm Arnold, oscarisé pour Le Pont de la rivière Kwaï, ainsi que William Walton. Mais, après avoir regardé un premier montage du film, les deux hommes déclinent l'offre, ne croyant pas trop à cette épopée. Sam Spiegel pense alors au compositeur français Maurice Jarre qui vient de travailler sur la musique des Dimanches de Ville-d'Avray. Jarre trouve vite le thème du film, lyrique et puissant, s'inspirant librement du Concerto pour piano d'Édouard Lalo. Gagnant l'estime et la confiance de Lean, Maurice Jarre passe six semaines à écrire l'intégralité de la partition, ne dormant que deux à trois heures par nuit.
La musique est orchestrée par Gerard Schurmann et interprétée par l'Orchestre philharmonique de Londres sous la direction d'Adrian Boult.
L'album de bande originale du film est éditée chez Screen Gems.
Liste des titres
1. Overture (4:14)
2. Main Title (1:54)
3. Miracle (3:08)
4. Nefud Mirage (2:20)
5. Rescue of Gasim & Bringing Gasim into Camp (5:46)
6. Arrival at Auda's Camp (2:01)
7. The Voice of the Guns (1:58)
8. Continuation of the Miracle (2:13)
9. Suns Anvil (3:04)
10. Lawrence & Body Guard (2:04)
11. That is the Desert (2:51)
12. End Title (1:05)

## Accueil

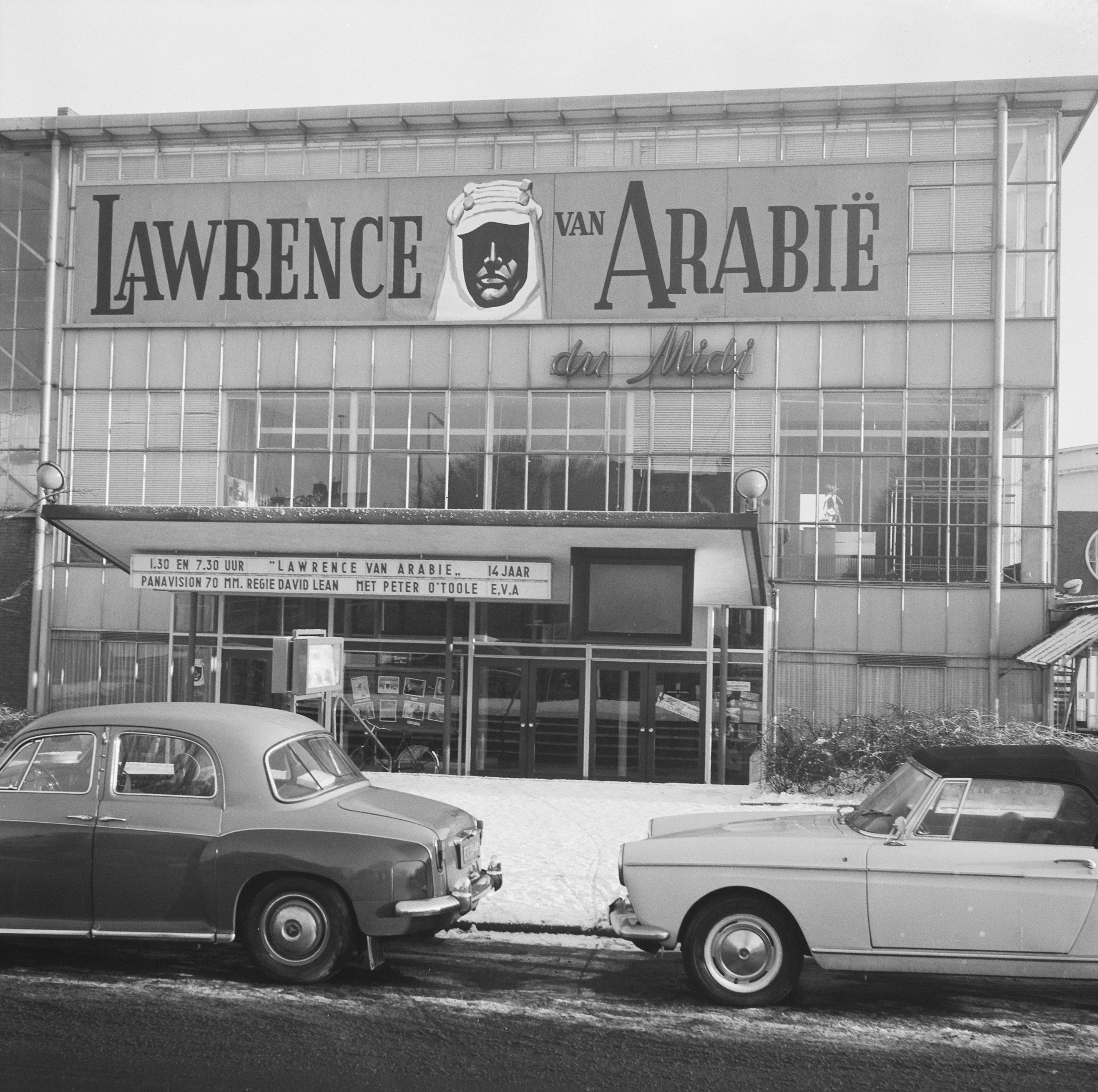
Lawrence van Arabië, programmé au Cinéma du Midi à Amsterdam (9 décembre 1963).

### Critiques
Le film reçoit des critiques globalement très positives. Sur l'agrégateur américain Rotten Tomatoes, il récolte 97 % d'opinions favorables pour 89 critiques et une note moyenne de 9,30⁄10 avec comme consensus « L'épopée de toutes les épopées, Lawrence d'Arabie confirme le statut du réalisateur David Lean dans le panthéon du cinéma avec près de quatre heures de grande envergure, des performances brillantes et une belle photographie ». Sur Metacritic, il obtient une note moyenne de 100⁄100 pour 8 critiques.
En France, le film obtient une note moyenne de 4,4⁄5 sur le site Allociné, qui recense 5 titres de presse. Paule Sengissen de Télérama écrit notamment « du très grand spectacle qui égale Spartacus ou Barrabas ». Dans les Cahiers du cinéma de juin 1963, Michel Mardore écrit notamment « il faut une bonne dose de frivolité, (…) de manque d'imagination pour s'ennuyer à la projection d'un tel film ». Jean Rochereau du journal La Croix décrit quant à lui le film comme « un très somptueux "western des sables" ». Dans Le Monde, Jean de Baroncelli écrit notamment « Des personnages fermement dessinés. Du mouvement, du "suspense". Une réalisation fastueuse. Nous sommes comblés… ».
En russe, l'article Défilé de curiosités de Sergueï Anachkine dans le numéro 3 de Iskoustvo Kino en mars 1999 consacre un paragraphe assez important à ce film[pertinence contestée].

### Box-office
Lawrence d'Arabie sort le 10 décembre 1962 aux États-Unis. Ayant coûté en tout quinze millions de dollars, il en rapporte environ 70 millions dans le monde (plus de 37 millions rien qu'aux États-Unis). Cependant, le film, jugé trop long, est amputé de 35 minutes de scènes[Où ?]. En France, le film attire 5 712 198 spectateurs en salles. C'est le troisième meilleur film au box-office annuel français pour l'année 1963.
Le succès commercial du film se prolongera grâce à plusieurs ressorties en salles à travers le monde : notamment 6 986 278 dollars supplémentaires en 1989 ou encore 342 481 dollars en 2002,.

## Distinctions
Bien que Peter O'Toole et Omar Sharif repartent sans aucune statuette, le film remporte pas moins de sept Oscars en 1963, dont ceux du meilleur film, du meilleur réalisateur et de la meilleure musique originale.

### Récompenses
- Oscars 1963 :
  - Oscar du meilleur film pour Sam Spiegel
  - Oscar du meilleur réalisateur pour David Lean
  - Oscar de la meilleure direction artistique pour John Box, John Stoll et Dario Simoni
  - Oscar de la meilleure photographie pour Freddie Young
  - Oscar du meilleur montage pour Anne V. Coates
  - Oscar de la meilleure musique de film pour Maurice Jarre
  - Oscar du meilleur son pour John Cox
- Golden Globes 1963 :
  - Golden Globe du meilleur film dramatique pour David Lean et Sam Spiegel
  - Golden Globe du meilleur réalisateur pour David Lean
  - Golden Globe du meilleur acteur dans un second rôle pour Omar Sharif
  - révélation masculine de l'année pour Omar Sharif ex aequo
  - révélation masculine de l'année pour Peter O'Toole ex aequo
  - Golden Globe de la meilleure photographie pour Freddie Young
- British Academy of Film and Television Arts 1963 :
  - BAFTA du meilleur film pour David Lean et Sam Spiegel
  - BAFTA du meilleur film britannique pour David Lean et Sam Spiegel
  - BAFTA du meilleur film adapté pour David Lean et Sam Spiegel
  - BAFTA du meilleur acteur pour Peter O'Toole
  - BAFTA du meilleur scénario pour Robert Bolt
- Prix David di Donatello 1964 :
  - Meilleur film étranger pour Sam Spiegel
  - Meilleur acteur étranger pour Peter O'Toole
- L'association des réalisateurs américains (Directors Guild of America) a décerné le prix du meilleur réalisateur à David Lean en 1962
- L'association des scénaristes américains (Writers Guild of America) a décerné à Robert Bolt et Michael Wilson le prix du meilleur scénario dramatique
- La British Society of Cinematographers a décerné le prix de la meilleure photographie à Freddie Young
- David Lean consacré meilleur réalisateur d'un film étranger par le Syndicat national italien des journalistes cinématographiques
- Kinema Junpo Award du meilleur film étranger pour David Lean
- La National Board of Review a décerné le prix du meilleur réalisateur à David Lean

### Nominations
- Oscars 1963 :
  - Oscar du meilleur acteur pour Peter O'Toole
  - Oscar du meilleur acteur dans un second rôle pour Omar Sharif
  - Oscar du meilleur scénario adapté pour Robert Bolt et Michael Wilson

Anthony Quinn a été nommé pour le BAFTA du meilleur acteur étranger.

## Version longue
Une version remontée Director's cut a été présentée au festival de Cannes 1989 comportant 21 minutes inédites supplémentaires.
Le DVD original du film contient cette version longue, mais les scènes supplémentaires sont en version originale sous-titrée.
À l'occasion de son cinquantième anniversaire, le film fut entièrement restauré par Sony pour une sortie en Blu-ray à partir du nouveau montage de 1989. Cette version fut présentée lors du festival de Cannes 2012 à Cannes Classics le 19 mai 2012. Le Blu-ray contient un doublage partiel pour les scènes pourtant restées jusqu'ici en version originale sous-titrée sur le DVD du film. Ce doublage avait été effectué pour un passage télévisé du film en 1992. Les dialogues ajoutés ont donc été doublés 30 ans après la sortie du film par de nouveaux comédiens à l'exception de Jean-Claude Michel et Yves Brainville dont la voix a nettement vieilli.